# Hradní brána (Strzelce Opolskie)
Hradní brána, polsky Brama Zamkowa, je pozůstatek brány bývalého hradního kompleksu Zamek w Strzelcach Opolskich na ulici Zamkowa ve městě Strzelce Opolskie v okrese Strzelce v jižním Polsku. Geograficky se také nachází v pohoří Chełm v Opolském vojvodství a v Horním Slezsku. Objekt je památkově chráněn.

## Historie a popis
Historická hradní brána vedoucí do hradu (později přestavěného na zámek a palác) a do městského parku Park w Strzelcach Opolskich, je jedním z mála dochovaných stavebních prvků bývalého panství rodiny Renardů. Brána byla postavena ve středověku a neví se jaký měla původní vzhled a podle pramenů nic nenasvědčuje tomu, že by měla významný obranný charakter. Na místě, kde se dnes nachází zřícenina hradu, stávalo ve 12. nebo 13. století hradiště Strzelce Wielkie. První zmínka o zděné tvrzi pochází z let 1324–1356 a brána mohla být v té době postavena. V 16. století hrad zpustl a možná byla brána zbořena. Je známo, že ve druhé polovině 16. století noví majitelé hradu Hohenzollernové provedli částečnou přestavbu. Další velké investice provedl hrabě Andrzej Maria Renard (1795-1874) v 19. století. Nakonec brána chátrala. V roce 2022 byla důkladně zrekonstruována a to do své pozdní historické podoby včetně ornamentů, stříšky a dvou kamenných postavy ve výklencích, kterými jsou skulptury svatého Jana Nepomuckého a svatého Floriána. Obě pozdně barokní skulptury vznikly v 18. století.

## Další informace
Brána je celoročně volně přístupná.

## Galerie

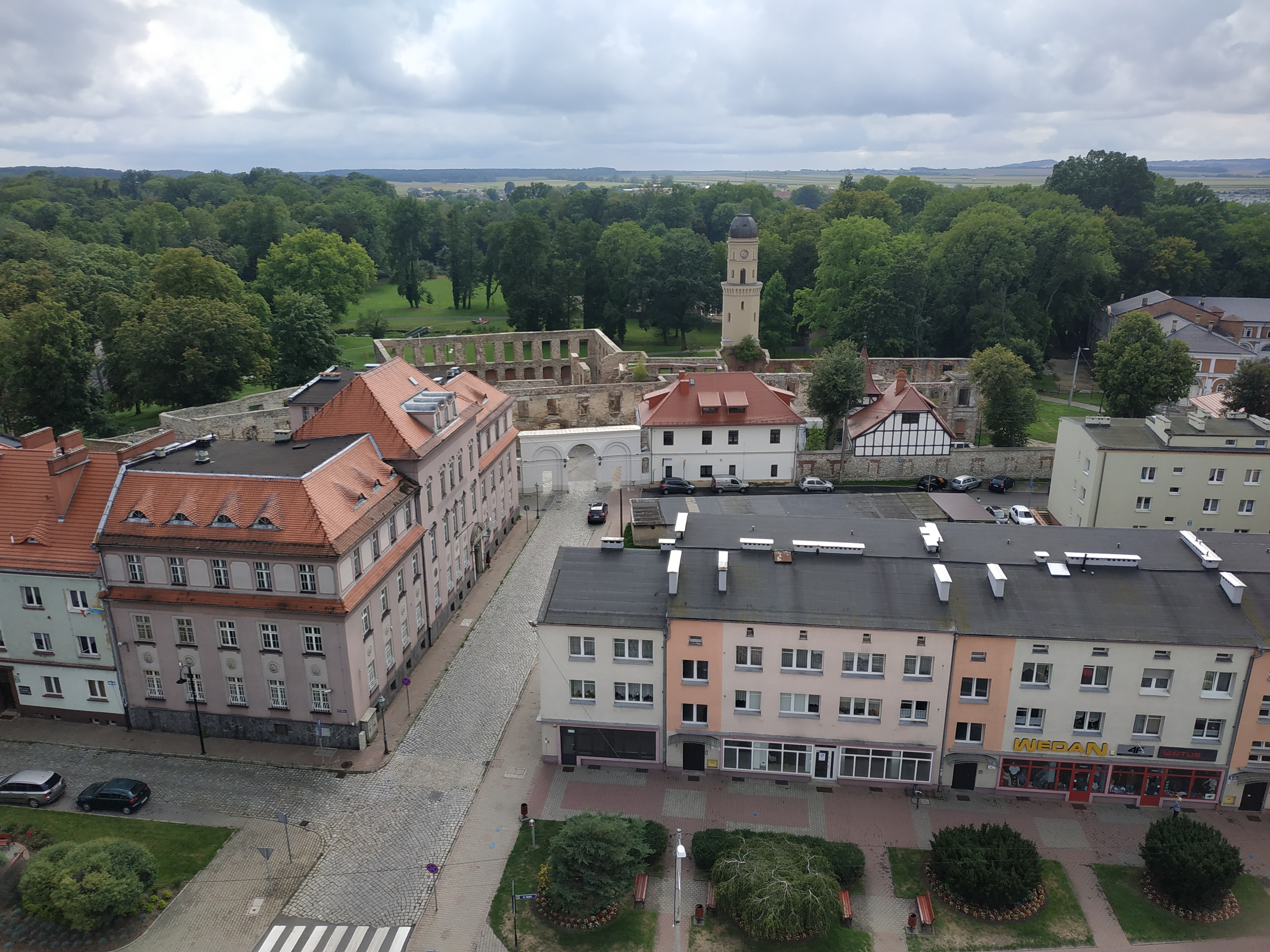
Letecký pohled na bránu
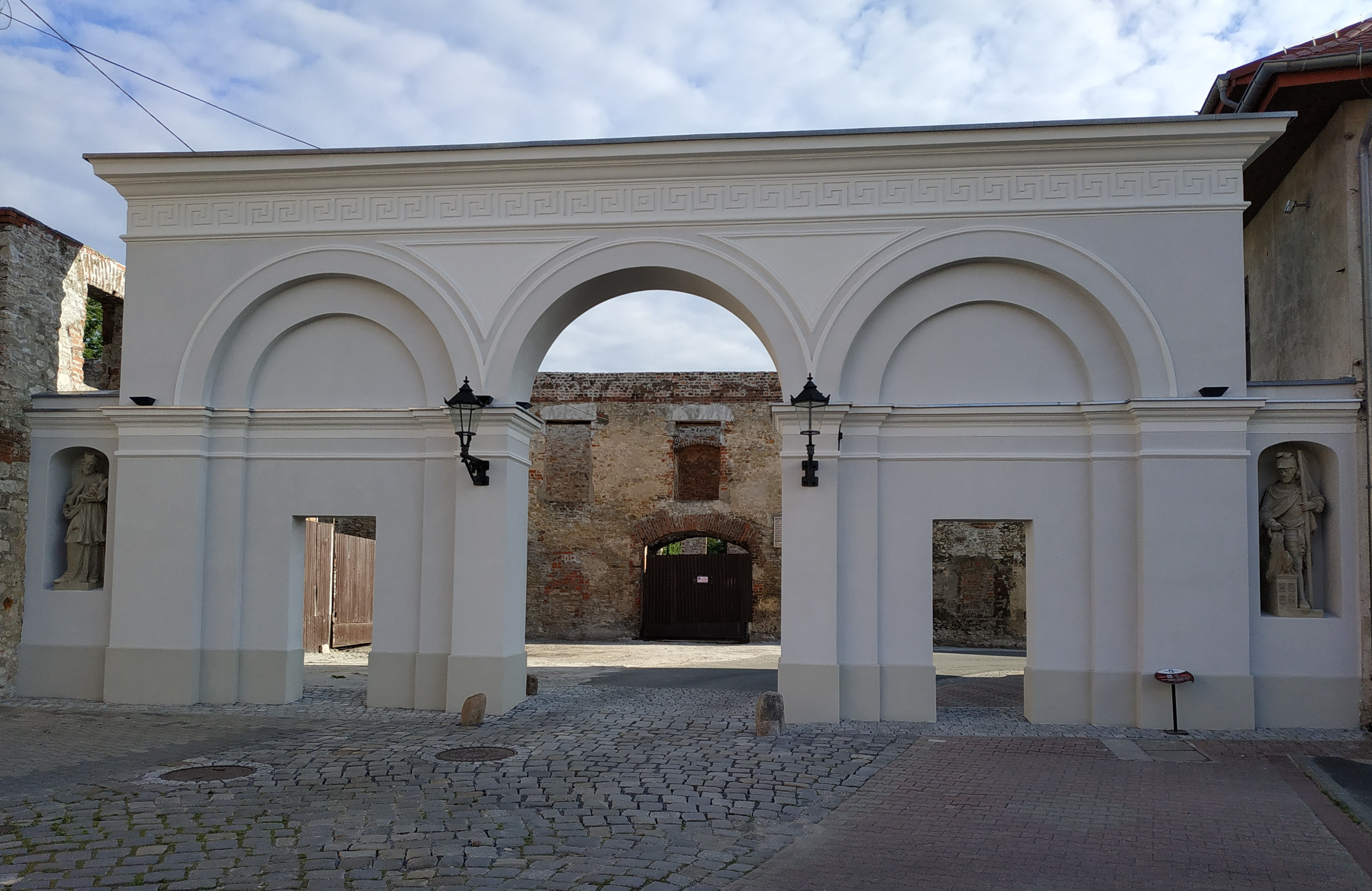
Čelní pohled na bránu
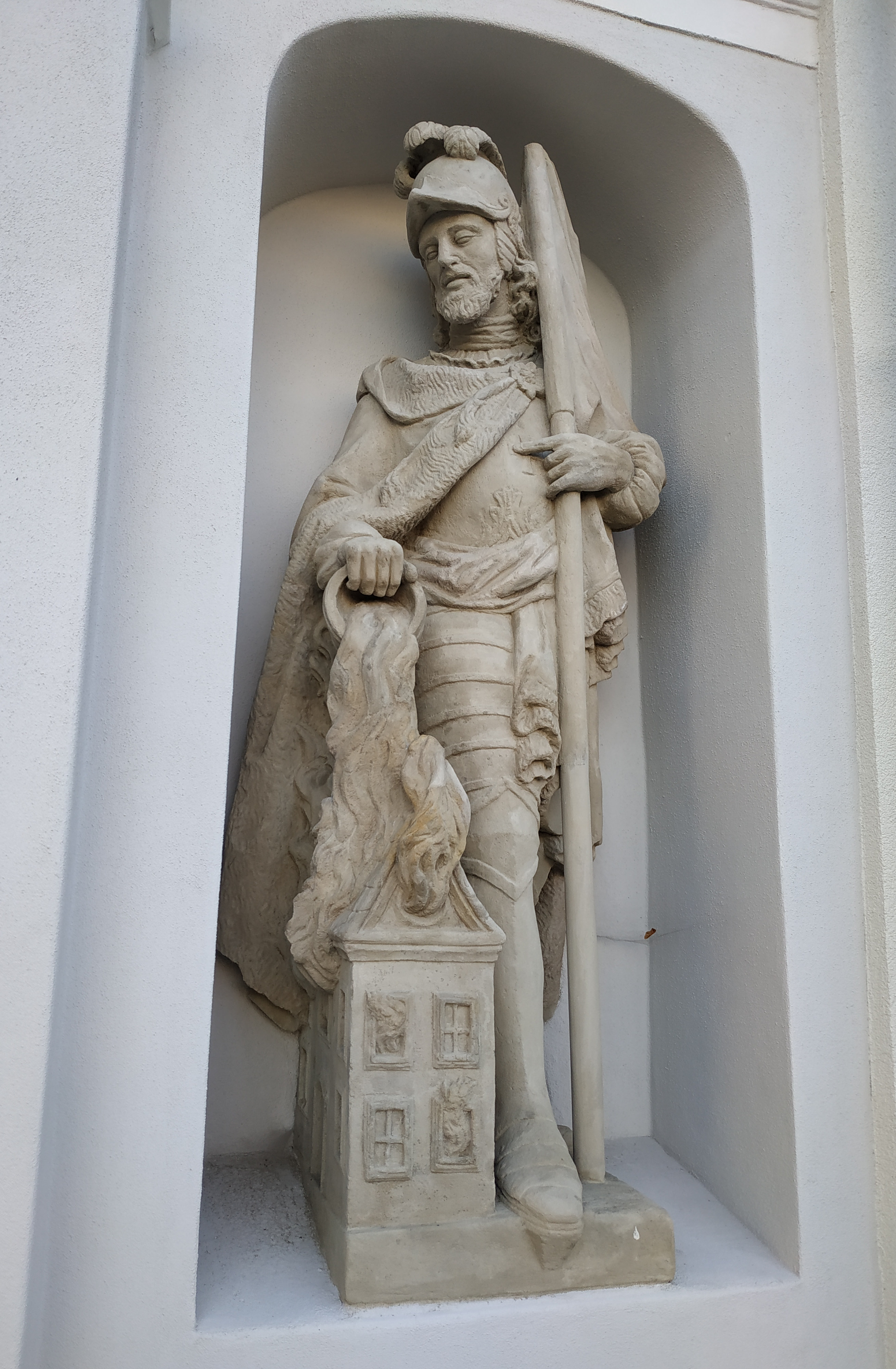
Socha ve výklenku
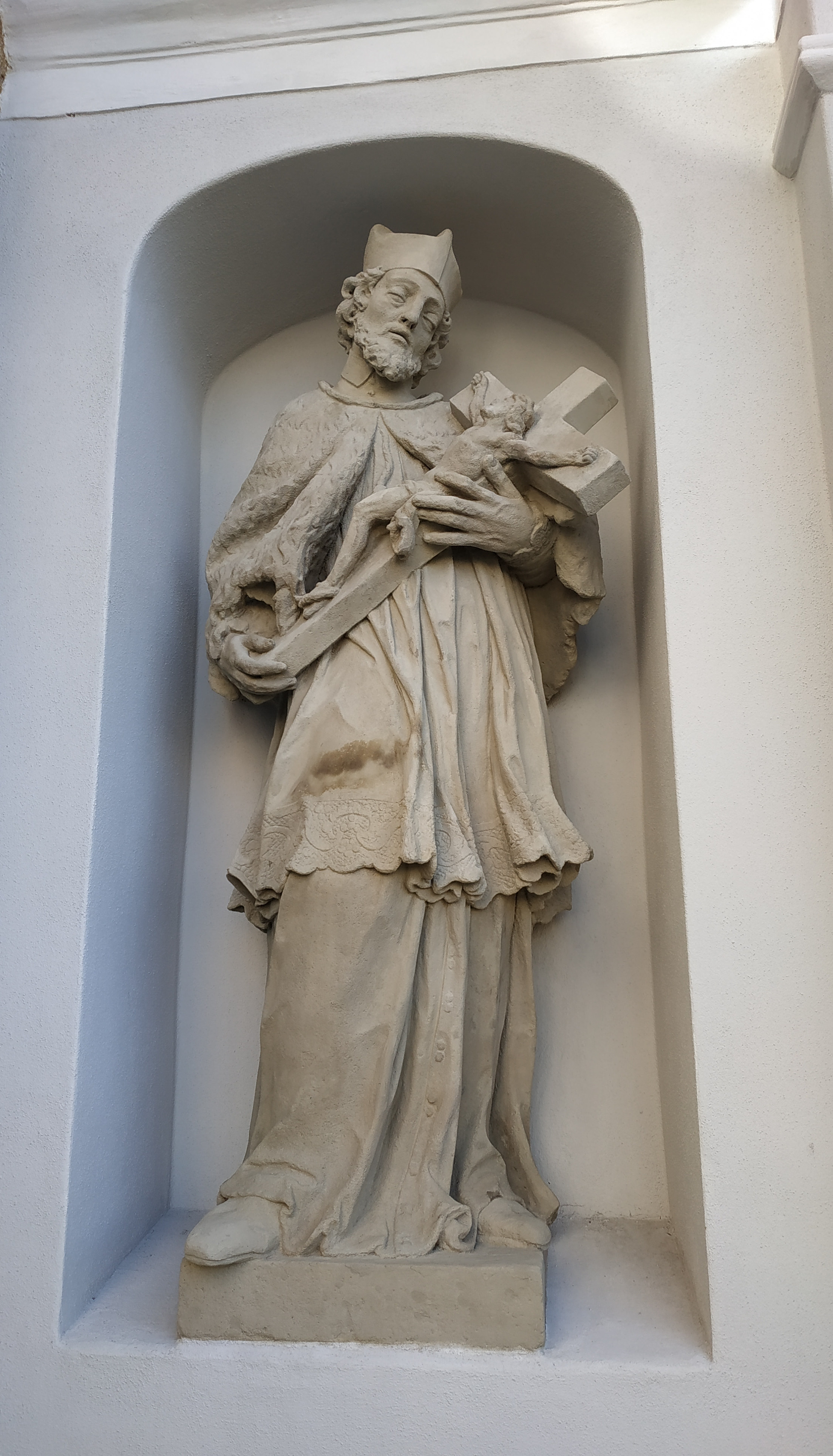
Socha ve výklenku